# Wilhelm-Tietjen-Stiftung für Fertilisation
Die Wilhelm-Tietjen-Stiftung für Fertilisation Limited ist eine seit 2001 im Londoner Handelsregister eingetragene Körperschaft. Sie verwaltet das Vermögen des verstorbenen Bremer NSDAP-Mitgliedes und Lehrers Wilhelm Tietjen. Sein Erbe soll zur Fruchtbarkeitsforschung eingesetzt werden, die er als „Fertilisation“ bezeichnete. Tietjen selbst hatte keine Kinder und beauftragte den 2009 verstorbenen Rechtsanwalt und Neonazi Jürgen Rieger mit seiner Nachlassverwaltung.

## Wilhelm Tietjen
Wilhelm Tietjen, der Namensgeber der Stiftung, wurde am 12. Mai 1903 geboren. Er arbeitete in den 1920er Jahren als Entwicklungshelfer in Afghanistan, wo er sich mit einer Geschlechtskrankheit infizierte, infolge derer er unfruchtbar wurde. 1932 trat er der NSDAP bei. Im Zweiten Weltkrieg diente Tietjen als Offizier bei der Luftwaffe. 1945 wurde er von den Alliierten kurzzeitig inhaftiert, weil er laut Wehrmachtauskunftstelle Parteischulungen durchgeführt hatte. Tietjen verstarb am 24. Januar 2002. Er vermachte sein Vermögen der Gesellschaft für biologische Anthropologie, Eugenik und Verhaltensforschung, als dessen Verwalter er Jürgen Rieger einsetzte. Sein hinterlassenes Vermögen wird auf über eine Million Euro geschätzt. Den Nachlass von Tietjen und anderen Gesinnungsgenossen verwaltete Rieger in der Wilhelm-Tietjen-Stiftung.

## Geschichte
Die Gesellschaft wurde am 21. November 2001 als Private Limited Company für den Geschäftsbereich „Advertising“ unter dem Namen „Wilhelm-Tietjen-Stiftung für Fertilisation Limited“ mit dem Sitz im Vicarage House S44, 58-60 Kensington Church Street in London unter der Registernummer 04326557 beim für diese Rechtsform zuständigen Handelsregister Companies House angemeldet.
Geschäftsführer (director) der britischen Kapitalgesellschaft war seit dem 21. November 2001 der Hamburger Rechtsanwalt Jürgen Rieger. Am 31. Januar 2005 wurde der Firmensitz umgemeldet und nach 44 Southwark Street, London verlegt. Am 15. April 2005 erfolgte die Ummeldung nach Thrale House, London.
Rieger reichte entgegen den britischen gesetzlichen Bestimmungen keinen Geschäftsbericht für das Jahr 2004 ein. Nach mehreren erfolglosen Aufforderungen löschte das Companies House die Gesellschaft am 29. August 2006 aus dem britischen Handelsregister. Das Betriebsvermögen sollte demnach der britischen Krone zufallen.
Das Amtsgericht Jena setzte daraufhin im März 2007 den Pößnecker CDU-Stadtrat und Rechtsanwalt Alf-Heinz Borchardt als Nachtragsliquidator ein, der ankündigte, die Immobilien der Wilhelm-Tietjen-Stiftung zu veräußern und keine Veranstaltungen mehr in den Immobilien zu dulden. Das Landgericht Gera hob den Beschluss des Amtsgerichts auf. Das Thüringer Oberlandesgericht bestätigte „erhebliche Verfahrensfehler“ und wies das Amtsgericht an, über die Einsetzung eines Nachtragsliquidators neu zu entscheiden. Daraufhin ließ das Amtsgericht Jena die Wilhelm-Tietjen-Stiftung als Restgesellschaft in das Handelsregister eintragen (AG Jena, HRB 502006, 7. November 2007) und bestellte den Erfurter Rechtsanwalt Görge Scheid als Nachtragsliquidator. Ein Verkauf der Immobilien war ohne Zustimmung des Ltd.-Gesellschafters Rieger jedoch nicht möglich, wie das Landgericht Erfurt im April 2008 in einer einstweiligen Verfügung festlegte.
Ebenfalls im April 2008 verfügte der High Court of Justice auf Riegers Antrag, die Wilhelm-Tieten-Stiftung für Fertilisation wieder in das britische Handelsregister einzutragen. Daraufhin wurde die Eintragung der deutschen Restgesellschaft in das Handelsregister Jena im Oktober 2008 gelöscht. Nach Riegers Tod übernahm 2010 der Hamburger Neonazi Thomas Wulff die Geschäftsführung. Ihm folgte 2011 der 1961 geborene Holger Ernst Adolf Janßen.

## Immobilien

### Schützenhaus in Pößneck
Mitte Dezember 2003 erwarb Rieger das Schützenhaus im thüringischen Pößneck für 360.000 Euro für die Wilhelm-Tietjen-Stiftung. Zu der Immobilie gehören ein Restaurant, eine Diskothek, ein Biergarten sowie ein Festsaal für 500 Personen. Der Kauf blieb weitgehend unbeachtet, bis am 2. April 2005 hier im Anschluss an einen Landesparteitag der NPD eines der größten Rechtsrock-Konzerte in Thüringen stattfand. Bei dem vom NPD-Landesvorstand organisierten Landesparteitag mit anschließendem „Kulturteil“ traten mehrere Rechtsrock-Bands vor etwa 1500 Neonazis auf. Michael Regener, Sänger der Neonazi-Band Landser, gab sein Abschiedskonzert vor dem Verbüßen einer mehrjährigen Haftstrafe. Dass die Polizei nicht in der Lage war, das von der Stadt zuvor verbotene Konzert aufzulösen, sorgte bundesweit für Empörung.

### Heisenhof in Dörverden
Bekannter wurde die Gesellschaft im Juli 2004, als sie den Heisenhof in Dörverden erwarb und öffentlich bekannt wurde, dass dahinter der Rechtsextremist Jürgen Rieger stand. Der Kauf führte 2004 zu einer Kleinen Anfrage durch den Abgeordneten Ralf Briese (Grüne) im Niedersächsischen Landtag.

### Hotelgebäude in Delmenhorst
Seit Ende Juli 2006 war die Gesellschaft bestrebt, das frühere „Hotel am Stadtpark“ in Delmenhorst zu erwerben, um es als Schulungszentrum und für Parteitage der NPD zu nutzen. Dagegen formierte sich Widerstand von Stadtrat und in Teilen der Bevölkerung. Der Streit um den Ankauf des Hotels beschäftigte neben den deutschen Medien auch die britische Presse.
Die Stadt Delmenhorst verhinderte einen Erwerb des Hotels durch die Wilhelm-Tietjen-Stiftung, indem sie es durch ihre Wohnungsbaugesellschaft, die Gemeinnützige Siedlungsgesellschaft, im Dezember 2006 selbst kaufte. Für das Gebäude, das einem Gutachten zufolge nur 1,3 Millionen Euro wert war, zahlte sie drei Millionen Euro. Knapp ein Drittel des Kaufpreises wurde aus privaten Spenden aufgebracht. Durch die privaten Spenden und die Beteiligung der Wohnungsbaugesellschaft konnte die Stadt die haushaltsrechtlichen Vorschriften, die sie zur Wirtschaftlichkeit und Sparsamkeit verpflichten, umgehen und einen Preis zahlen, der weit über dem geschätzten Wert der Immobilie lag. Das Hotel wurde im März 2009 abgerissen. Die freigewordene Fläche soll im Rahmen des städtebaulichen Rahmenplans Graftbogen genutzt werden.

## Nach dem Tod Jürgen Riegers
Jürgen Rieger, so dachte man, habe keinen rechtlichen Vertreter für den Fall seines Todes ernannt. Nach dem Tod Jürgen Riegers am 29. Oktober 2009 erwartete man die Auflösung der Stiftung. Zunächst verschwanden wichtige Unterlagen aus Riegers Wohnung, was die Klärung der Eigentumsfragen zu seinen Immobilien erschwerte. Dann zeichnete sich ab, dass die rechtsextreme Gesellschaft für biologische Anthropologie, Eugenik und Verhaltensforschung e.V. (GfbAEV) Eigentümer beider Anwesen der Tietjen-Stiftung werden sollte.
Im Juni 2011 erwarb die Stadt Pößneck das dortige Schützenhaus von der Wilhelm-Tietjen-Stiftung für Fertilisation Limited für 180.000 Euro.